# Matter Fixed
Matter Fixed è il primo album in studio da solista del cantante inglese Marlon Roudette, pubblicato nel 2011.

## Tracce
1. Storyline – 4:50
2. New Age – 3:31
3. Hold On Me – 3:47
4. Brotherhood of the Broken – 4:03
5. Didn't I – 3:46
6. True to Yourself (featuring Finley Quaye) – 3:39
7. Riding Home – 4:04
8. 10 Million – 3:45
9. Anti Hero (Brave New World) – 3:45
10. The Loss – 3:28
11. Closer (featuring Lucy Leston) – 4:13
12. City Like This – 3:49